# Felix von Bothmer

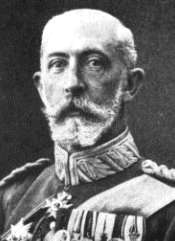
Felix Graf von Bothmer

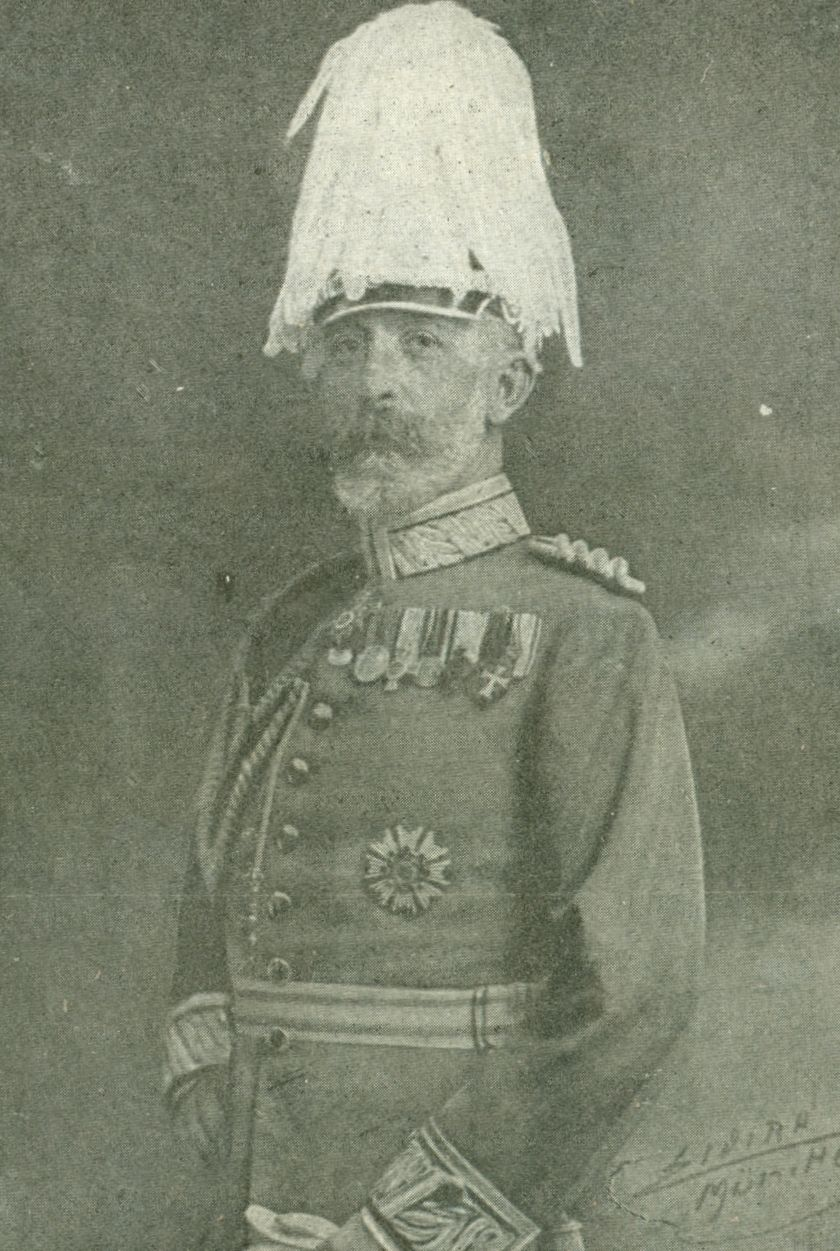
Felix Graf von Bothmer

Felix Ludwig Graf von Bothmer (* 10. Dezember 1852 in München; † 18. März 1937 ebenda) war ein bayerischer Generaloberst im Ersten Weltkrieg.

## Leben

### Familie
Felix entstammte dem Adelsgeschlecht von Bothmer. Er war der Sohn des späteren bayerischen Generalleutnants und Generalquartiermeisters Max Graf von Bothmer (1816–1878) und dessen Ehefrau Laura, geborene von Reichert (1814–1880). Bothmer heiratete am 22. Juli 1882 Auguste von Baldinger (1855–1941), mit der er zwei Töchter hatte: Elisabeth (* 1883) und Luise (* 1885) ⚭ 1913 Adolf Freiherr von Büsing-Orville (geschieden 1924).

### Militärkarriere
Nach Absolvierung der königlichen Pagerie trat er am 12. Februar 1871 als Junker in das Infanterie-Leib-Regiment der Bayerischen Armee ein. Am 28. November 1871 wurde er zum Unterlieutenant im 14. Infanterie-Regiment befördert. Ab 1. Januar 1873 trat er seinen Dienst wieder im Infanterie-Leib-Regiment an. Bothmer absolvierte vom 1. November 1875 bis 1878 die Kriegsakademie, die ihm die Qualifikation für den Generalstab, die Adjutantur und das Lehrfach aussprach. Vom 3. November 1880 bis 1. Dezember 1882 wurde er als Bataillonsadjutant verwendet, wo er am 23. November 1882 zum Premierleutnant befördert wurde. Mit dem 1. Dezember 1882 war er für die Dauer von einem Jahr an den Generalstab kommandiert. Am 24. März 1885 wurde er als Adjutant bei der 1. Infanterie-Brigade unter der Stellung à la suite des Infanterie-Leib-Regiments eingesetzt. Mit dem 31. Oktober 1888 wurde er zum Hauptmann befördert und zugleich zum Kompaniechef im Infanterie-Leib-Regiment ernannt. Am 24. April 1890 erfolgte seine Versetzung zum Generalstab des II. Armee-Korps in Würzburg und am 25. April 1891 zur Zentralstelle des Generalstabes. Nach seiner Beförderung zum Major (20. September 1893) wurde er bis zum 1. Oktober 1895 zum Großen Generalstab abkommandiert. Am 20. September 1895 erfolgte die Verfügung zu einer Verwendung im Generalstab der 1. Division. Am 20. Juli 1896 wurde er zum Bataillonskommandeur im Infanterie-Leib-Regiment ernannt. Ab 17. März 1897 erfolgte die Ernennung zum Oberstleutnant und etatmäßigen Stabsoffizier des Infanterie-Regiments. Mit dem 24. Januar 1899 trat er den Dienstposten eines Abteilungschefs im Generalstab der Armee an. Am 21. Juli 1900 zum Oberst befördert, wurde Graf von Bothmer am 14. August 1901 zum Kommandeur des Infanterie-Leib-Regiments ernannt. Währenddessen wurde er am 26. September 1901 zum königlichen Kämmerer bestimmt. Er gab das Regiment zum 18. Mai 1903 an Friedrich Freiherr Kreß von Kressenstein ab. Am selben Tag wurde er zum Generalmajor befördert und übernahm das Kommando über die 2. Infanterie-Brigade. Mit der Beförderung zum Generalleutnant am 15. September 1905 wurde er zum Kommandeur der 2. Division in Augsburg ernannt. Ab dem 4. Dezember 1909 war er der General-Kapitän der Leibgarde der Hartschiere. Mit dem 26. März 1910 wurde er unter Belassung seiner Dienststellung zur Disposition gestellt. Am 4. Mai 1910 erfolgte die Ernennung zum General der Infanterie. Ab dem 28. Oktober 1912 war er à la suite des Infanterie-Leib-Regiments.

#### Erster Weltkrieg

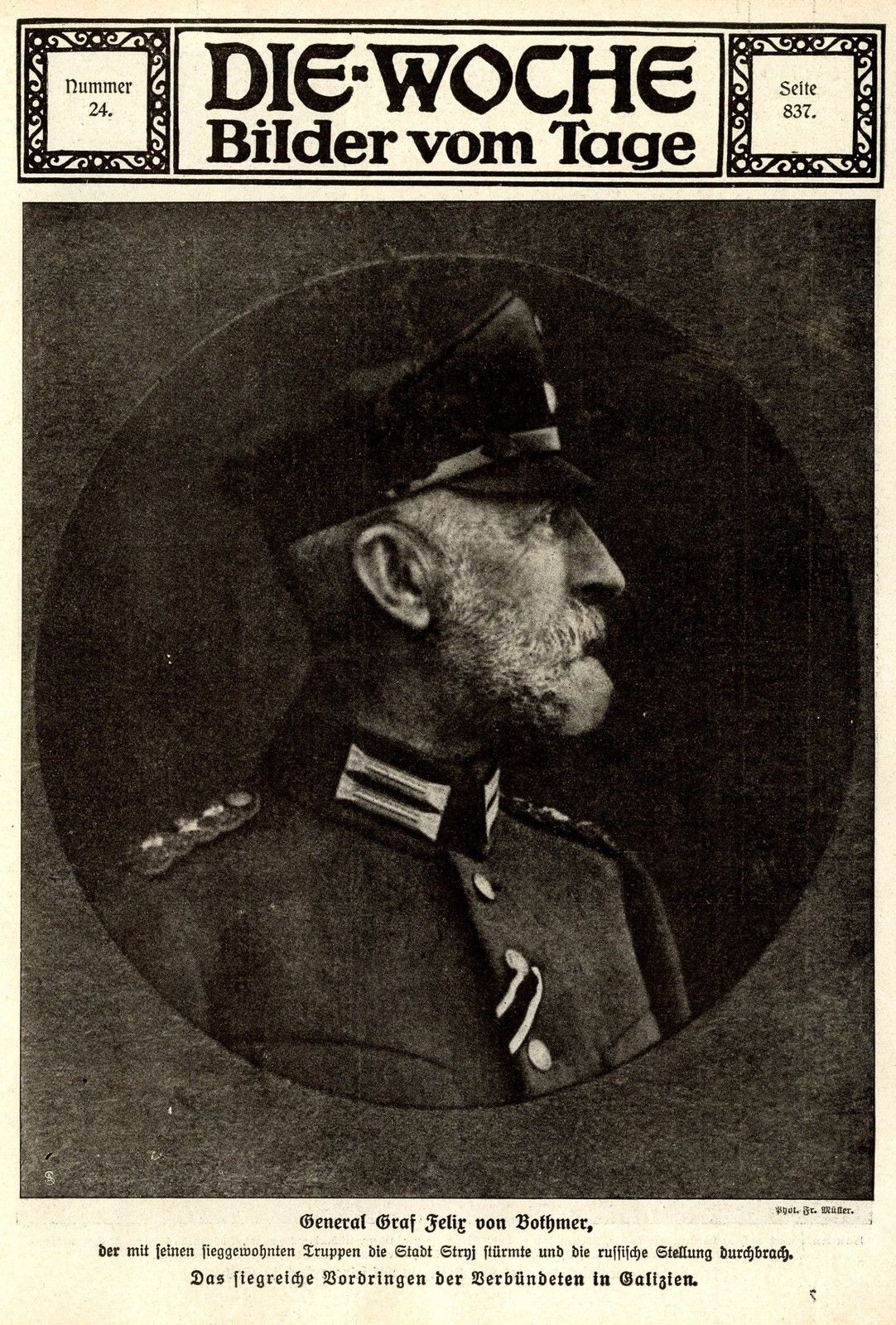
Felix Graf von Bothmer in der Zeitschrift Die Woche, 1915

Aufgrund einer Erkrankung war Bothmer zu Beginn des Ersten Weltkriegs nicht verwendungsfähig. Am 2. Dezember 1914 übernahm er die 6. Reserve-Division. Er wurde am 26. Dezember 1914 Kommandierender General über das II. Bayerische Reserve-Korps und führte dessen Generalkommando (ohne bayerische Truppen) Anfang März 1915 die östlichen Kriegsgebiete. Das Korps wurde am 23. März 1915 in Korps Bothmer umbenannt. Er ergriff zügig die Initiative und erstürmte am 9. April 1915 bei Schnee und Eis den Zwinin, einen sehr stark ausgebauten Stützpunkt. Dies gelang vor allem aufgrund seiner genauen strategischen Vorbereitung und Befehlsgebung des Angriffs sowie des überlegten Einsatzes aller Kräfte der Infanterie, Artillerie und Pioniere. Hierfür erhielt er das Ritterkreuz des Militär-Max-Joseph-Ordens Nr. 60 (Zählnummer während des Ersten Weltkriegs) „wegen der mit hervorragender Sachkenntnis vorbereiteten und erfolgreich geleiteten Erstürmung des Zwinin“. Im Zuge der durch die Karpaten vordringenden Südarmee durchbrach er am 31. Mai 1915 mit seinem Korps die russischen Stellungen zum Verkehrsknotenpunkt Stryi/Lemberg und stieß am 6. Juni 1915 in östlicher Richtung des Dnister vor, womit die Voraussetzung für den weiteren Vorstoß in Richtung Lemberg geschaffen wurde. Hierfür wurde er „wegen in außergewöhnlichem Grade bewiesenen Führertüchtigkeit beim Durchbruch der russischen Stellungen in der Schlacht bei Stryi“ mit dem Kommandeurkreuz des Militär-Max-Joseph-Ordens ausgezeichnet. Am 1. Juli 1915 wurde ihm zudem der Orden Pour le Mérite verliehen.
Am 6. Juli 1915 erhielt er das Kommando über die Südarmee. Die von ihm übernommenen deutschen und österreichisch-ungarischen Verbände führten ab dem 7. Juli 1915 die Bezeichnung „Korps Bothmer“. Während der Offensive des russischen Generals Brussilow bei Luzk-Brody Anfang Juni 1916 gelang es ihm, mit der Südarmee die Stellung zu halten; hingegen die russische Armee bei den österreichischen Nachbarn Einbrüche erzielte. Am 18. Oktober 1916 legte Generalfeldmarschall von Hindenburg dem bayerischen König Ludwig III. den Vorschlag zur Verleihung des Großkreuzes zum Militär-Max-Joseph-Orden vor. Unter anderen führte Hindenburg aus, dass die unter der Führung von Bothmer stehende Armee im Juni 1916 den feindlichen Truppen widerstanden habe, während südliche Teile der Ostfront zusammenbrachen. Hindenburg lobte den Grafen, indem er ihm die „Anerkennung seines Mutes und seiner Ausdauer in diesen schweren Tagen“ zukommen ließ. Am 5. November 1916 händigte ihm König Ludwig III. das Großkreuz des Militär-Max-Joseph-Ordens in Galizien aus. Im August 1916 hielt er zunächst erneut die Stellung, musste dann allerdings seine Truppen von der Strypa an die Zlota Lipa zurückverlegen. Aufgrund seiner Beharrlichkeit in dieser Situation wurde herausgestellt, dass er den Zusammenbruch des gesamten Frontabschnitts verhindert habe. Im Sommer 1917 verhinderte die Südarmee das weitere Vordringen der russischen Armee (deren Kerenski-Offensive scheiterte), was vor allem auf russischer Seite zu zahlreichen Kriegstoten führte. Am 19. Juli 1917 war er an der Gegenoffensive erfolgreich beteiligt. Als Oberbefehlshaber der deutschen Südarmee erhielt er auf dem Schlachtfeld von Buczacz von Kaiser Wilhelm II. das Eichenlaub zum Orden Pour le Mérite.
Am 4. Februar 1918 wurde ihm das Kommando über die in Lothringen (Abschnitt von Metz bis Elfringen (Avricourt)) neu aufgestellte 19. Armee übertragen. Diesen Abschnitt konnte er bis zum Waffenstillstand halten. Mit Wirkung vom 9. April 1918 erfolgte die Beförderung zum Generaloberst. Am Ende des Krieges und nach dem Zusammenbruch des österreichisch-ungarischen Heeres sollte er bei Sicherung der deutschen Südgrenze mitwirken, was jedoch nicht mehr zur Durchführung kam. Am 8. November 1918 wurde er des Armeekommandos enthoben und dem bayerischen Ministerium für militärische Angelegenheiten zur Verfügung gestellt. Nach der Demobilmachung der Armeeoberkommandos am 18. Dezember 1918 schied er aus dem aktiven Dienst aus.
Außer den genannten Orden wurde er durch Kaiser Franz Joseph mit dem Orden der Eisernen Krone und dem Militär-Verdienstkreuz I. Klasse, von Kaiser Karl mit der großen goldenen Medaille am Bande der Tapferkeitsmedaille ausgezeichnet. Ferner erhielt er vom sächsischen König Friedrich August III. am 30. August 1917 das Kommandeurskreuz II. Klasse des Militär-St.-Heinrichs-Ordens.

### Nachkriegszeit
Im Dezember 1918 übernahm er das Amt des stellvertretenden Großmeisters des Militär-Max-Joseph-Ordens. Die Ludwig-Maximilians-Universität ernannte ihn am 10. Dezember 1927 zum Ehrenbürger. Zu seinem 75. Geburtstag wurde die Bronzetafel für die Jahre 1914 bis 1918 an der Feldherrnhalle enthüllt, auf der auch sein Name graviert wurde. Generaloberst a. D. Graf von Bothmer verstarb am 18. März 1937 in München. Gegen seinen und den Wunsch der Familie ordnete Hitler ein Staatsbegräbnis an. Gemeinsam mit der Familie wurde vereinbart, dass der Sarg ausschließlich mit Fahnen der kaiserlichen und königlich bayerischen Armee zu schmücken sei. Tatsächlich wurden die Fahnen für diesen Anlass extra aus dem Nationalmuseum geholt. Während der Trauerfeier im Hof der Prinz-Arnulf-Kaserne in München war unter den zahlreichen Gästen auch Kronprinz Rupprecht von Bayern anwesend.